# Jesús Caudevilla Pastor
Jesús Caudevilla Pastor (Sabadell, Barcelona, 16 de noviembre de 1953) es un escritor español de ficción, relatos, crónicas de viajes y columnas de opinión en diversos periódicos. También es el autor de algunas canciones.

## Biografía
Su padre, natural de la comunidad de Aragón, se trasladó con su familia a la ciudad de Sabadell, donde posteriormente nace Caudevilla. A los 15 años empieza a trabajar en una entidad bancaria. Posteriormente, aficionado a la literatura desde joven, comienza a colaborar con algunos periódicos locales como Diari de Sabadell. Aparte de sus aportes en prensa también inicia su escritura narrativa con relatos que aparecen enmarcados en revistas como El Pregó y Luke. En 1988 publica su primera novela Amanecer en el Pacífico, a la que sigue El castigo de un dios llamado Adis dos años después. En esta novela, de corte policiaco, el autor aborda temas de actualidad para 1990 como el sida y la homosexualidad.
Estudioso de la Edad Media y de personajes como el santo Vicente Ferrer y el Antipapa Benedicto XIII, posteriormente le empujaron a escribir varias novelas históricas basadas en las vidas de estas y otras figuras históricas de finales de la Edad Media e inicios de la Edad Moderna. Una de estas novelas, Los silencios del Papa Luna, sirvió de base para una representación teatral en Peñiscola con motivo de “Peñíscola Ciudad Papal”. El 22 de junio de 2018 la obra fue representada por Teatre de Benicarló.
En el 2023 publica su novela La caída de los gigantes (Esstudio Ediciones) en la que aborda de forma incisiva y cruda los abusos sufridos por una niña por parte de un familiar.
Tiene publicadas 50 obras, dos compartidas con otros autores. Una de estas dos,El cavaller de l'unicorn rosa (cuento en catalán), escrito en el 2024 conjuntamente con su nieta.
Jesús Caudevilla es miembro de varias asociaciones de escritores como ACEC (Asociación Colegial de Escritores de Cataluña), CEDRO (Centro Español de Derechos Reprográficos)-entidad de autores y editores, UHE (Unión Hispanoamericana de Escritores), y de REMES (Red Mundial de Escritores Españoles).